# Állítás (programozás)
A számítógépes programozás során, különösen a imperatív programozási paradigma alkalmazásánál, az állítás (assertion) egy predikátum (egy logikai értékű függvény az állapottér felett, amelyet általában egy program változóinak felhasználásával logikai javaslatként fejeznek ki), és a program egy pontjához kapcsolódik, amely mindig a kód végrehajtásakor igaznak kell értékelnie. Az állítások segíthetnek a programozóknak a kód elolvasásában, a fordító összeállításában vagy a program saját hibáinak felismerésében.
Az utóbbi vonatkozásában néhány program ellenőrzi az állításokat azáltal, hogy ténylegesen kiértékeli a predikátumot futás közben. Ezután, ha ez valójában nem igaz - egy állításhiba -, akkor a program töröttnek tekinti magát, és általában szándékosan összeomlik, vagy egy állításhiba-kivételt dob.

## Részletek
A következő kód két állítást tartalmaz, x > 0 és x > 1, és valóban igazak a végrehajtás során feltüntetett pontokban:
```
x
=
1
;

assert
 
x
 
>
 
0
;

x
++
;

assert
 
x
 
>
 
1
;

```

A programozók állításokat használhatnak a programok meghatározására és a program helyességének megfontolására. Például egy előfeltétel - egy kódszakasz elejére helyezett állítás - meghatározza az állapotkészletet, amelyben a programozó elvárja a kód végrehajtását. A végén elhelyezett utófeltétel leírja a végrehajtás végén várható állapotot. Például: x > 0 { x ++ } x > 1.

A fenti példa tartalmazza a jelölést állítások beillesztésére, amelyeket C.A.R. Hoare használt az 1969. évi cikkben. Ez a jelölés nem használható a meglévő mainstream programozási nyelvekben. A programozók azonban ellenőrizetlen állításokat is beilleszthetnek a programozási nyelvük megjegyzés funkciójával. Például a C-ben:
```
x
 
=
 
5
;

x
 
=
 
x
 
+
 
1
;

// {x > 1}

```

A megjegyzésben szereplő kapcsos zárójelek segítenek megkülönböztetni a megjegyzés ilyen felhasználását a többi felhasználástól.

A könyvtárak állítólagos szolgáltatásokat is nyújthatnak. Például C-ben a glibc használatával C99 támogatással:
```
#include
 
<assert.h>

int
 
f
(
void
)

{

    
int
 
x
 
=
 
5
;

    
x
 
=
 
x
 
+
 
1
;

    
assert
(
x
 
>
 
1
);

}

```

Számos modern programozási nyelv tartalmaz ellenőrzött állításokat - utasításokat, amelyeket futási időnként vagy néha statikusan ellenőriznek. Ha egy állítás futás közben hamisnak bizonyul, akkor egy állítás kudarcot eredményez, amely rendszerint megszakítja a végrehajtást. Ez felhívja a figyelmet arra a helyre, ahol a logikai inkonzisztencia észlelhető, és előnyösebb lehet, mint az egyébként eredményezhető viselkedés.
Az állítások használata segít a programozónak egy program megtervezésében, kidolgozásában és indokolásában.

## Használat
Az olyan nyelvekben, mint az Eiffel, az állítások a tervezési folyamat részét képezik; más nyelvekben, mint például a C és a Java, csak a feltételezések ellenőrzéséhez használják őket futási időben. Mindkét esetben érvényességük ellenőrizhető futási időben, de általában el is hagyható.

## Fordítás
Ez a szócikk részben vagy egészben  az   Assertion (software development) című angol Wikipédia-szócikk ezen változatának fordításán alapul.  Az eredeti cikk szerkesztőit annak laptörténete sorolja fel. Ez a jelzés csupán a megfogalmazás eredetét és a szerzői jogokat jelzi, nem szolgál a cikkben szereplő információk forrásmegjelöléseként.